# Owsianeczka
Owsianeczka – dawny zaścianek. Tereny, na których leżał, znajdują się obecnie na Białorusi, w obwodzie witebskim, w rejonie miorskim, w sielsowiecie Nowy Pohost.

## Historia
W czasach zaborów w gminie Przebrodź, w powiecie dzisieńskim, w guberni wileńskiej Imperium Rosyjskiego.
W latach 1921–1945 folwark a następnie zaścianek leżał w Polsce, w województwie wileńskim, w powiecie dziśnieńskim, od 1926 roku w powiecie brasławskim, w gminie Przebrodzie.
Według Powszechnego Spisu Ludności z 1921 roku zamieszkiwało tu 12 osób, 8 było wyznania rzymskokatolickiego a 4 prawosławnego. Jednocześnie wszyscy mieszkańcy zadeklarowali polską przynależność narodową. Były tu 2 budynki mieszkalne. W 1931 w 1 domu zamieszkiwało 12 osób.
Wierni należeli do parafii rzymskokatolickiej w Borodzieniczach i parafii prawosławnej w Przebrodziu. Miejscowość podlegała pod Sąd Grodzki w Brasławiu i Okręgowy w Wilnie; właściwy urząd pocztowy mieścił się w Przebrodziu.